# Jan Saudek
Jan Saudek, född 13 maj 1935, i Prag, Tjeckoslovakien, är en tjeckisk konstfotograf.

## Biografi
Många av hans familjemedlemmar dog i Theresienstadts koncentrationsläger under andra världskriget. Jan och hans bror Karel hölls fångna i ett barnläger nära den Polen gränsen. han överlevde kriget och började arbeta på en bokförläggare 1950. Efter att ha gjort klart militärtjänsten 1963 inspirerades han av Steichens Family of Man till att bli en seriös konstfotograf. 1969 åkte han till USA och uppmuntrades vidare att fortsätta med sin konst av sin mentor Hugh Edwards. 
Vid återkomsten till Prag var han tvungen att jobba med sin konst i en dold källare, för att undvika förföljning av den dåvarande hemliga polisen. Hans konst anklagades för att vara pornografisk och innehöll starka politiska symboler och tog upp tabubelagda ämnen såsom sexuell frihet, korruption och oskyldighet. Under slutet av 1970-talet började han bli känd i väst som den ledande tjeckiska konstfotografen av sin tid, och fick så småningom ett följe av andra tjeckiska fotografer. 1983 publicerades den första fotoboken över hans arbete i den engelsktalande världen, och snart därefter tillät den dåvarande kommunistregimen hans arbete att sluta sitt fabriksarbete och gav honom tillstånd att jobba som konstnär. 1987 tog polisen hans arkiv med negativbilder i beslag, men lämnade sedan tillbaks det.
Mest känd är han för sina handkolorerade foton, föreställandes måleriska drömvärldar, med hel- eller halvnakna modeller mot en bakgrund av slitna inomhusmiljöer eller målade natthimlar. Han återanvänder ofta element från tidigare bilder, exempelvis en himmel med moln, eller utsiktsbilder från Prag. På detta vis speglar hans verk de bilder artonhundratalets erotiska fotografer brukade ta. Hans tidigare bilder handlar ofta om barndom och familjeliv. Senare gick hans arbete mot att handla om uppväxt, porträtterandes övergången från barndom till vuxen, ofta med "före och efter"-porträtt, med samma komposition och pose hos modellerna, tagna över flera års tid. Religiösa motiv och motiv över tvetydig sexualtiet återfinns också bland hans återkommande teman. Hans arbeten blev flera gånger utsatta för försök till censur när de kom till väst under 90-talet.
Vissa av Saudeks verk har blivit del av populärkulturen som skivomslag, för följande CD-album Soul Asylum (Grave Dancers Union), Daniel Lanois (For the Beauty of Wynona), och Beautiful South (Welcome to the Beautiful South).
Saudek bor och arbetar för närvarande i Prag. 

## Böcker
- Jan Saudek (1998, Taschen) ISBN 3-8228-7916-9

## Filmer
- Jan Saudek: Prague Printemps (1990). (26-minute film by Jerome de Missolz about Saudek).
- Jan Saudek: Bound by Passion (2008). (Feature Length film by Adolf Zika about Jan Saudek).